# Omloop van het Waasland 1991
 De 27e editie van de Belgische wielerwedstrijd Omloop van het Waasland vond plaats op 17 maart 1991. De start en finish vonden plaats in Kemzeke. De winnaar was Jerry Cooman, gevolgd door Mario De Clercq en Danny Neskens.

## Uitslag
| Omloop van het Waasland 1991 |                 |                         |          |
| Plaats                       | Naam            | Ploeg                   | Tijd     |
| Winnaar                      | Jerry Cooman    | SEFB                    | 4u54'00" |
| 2                            | Mario De Clercq | Buckler                 | z.t.     |
| 3                            | Danny Neskens   | La William-Saltos-Duvel | z.t.     |

1965 · 1966 · 1967 · 1968 · 1969 · 1970 · 1971 · 1972 · 1973 · 1974 · 1975 · 1976 · 1977 · 1978 · 1979 · 1980 · 1981 · 1982 · 1983 · 1984 · 1985 · 1986 · 1987 · 1988 · 1989 · 1990 · 1991 · 1992 · 1993 · 1994 · 1995 · 1996 · 1997 · 1998 · 1999 · 2000 · 2001 · 2002 · 2003 · 2004 · 2005 · 2006 · 2007 · 2008 · 2009 · 2010 · 2011 · 2012 · 2013 · 2014 · 2015 · 2016 · 2017 · 2018 · 2019 · 2020 · 2021 · 2022 · 2023 · 2024